# About Time (Paul-Bley-Album)
About Time ist ein Jazzalbum von Paul Bley. Die am 31. Mai 2007 in den Nola Recording Studios in New York City entstandenen Aufnahmen erschienen 2008 auf Justin Time Records.

## Hintergrund
About Time gehört zu der Reihe von Soloalben, die der Pianist Paul Bley seit den 1970er-Jahren für verschiedene Label eingespielt hat, darunter Open, to Love (1972), Basics (2001), Solo in Mondsee (2007) und Play Blue (Oslo Concert) (2014). Neben dem 33-minütigen Titelstück enthält es ein zehnminütiges „Encore“, das Bley zugeschrieben wird, obwohl es auf Sonny Rollins’ „Pent Up House“ basiert.

## Titelliste
- Paul Bley: About Time (Justin Time JUST228-2)[2]

1. About Time (Paul Bley) 33:28
2. Pent-Up House (Sonny Rollins) 10:25

## Rezeption
Nach Ansicht von Jerry D’Souza, der das Album in All About Jazz rezensierte, Bley sei in der Avantgarde und freien Erkundungen ebenso zu Hause wie darin, dem Mainstream neuen Glanz zu verleihen und zeitweise sogar mit Elektronik zu experimentieren. Der Drang zum Experiment sei allgegenwärtig, kompakt eingebettet in die Geschichte des Jazz. Auf About Time würde der Pianist den Hörer in sein Netz ziehen, während er Technik mit der Weite seiner Kreativität verbinde. „Raum und Zeit verweben sich zu einem melodischen Tanz, Atonalität singt neben formaler Struktur, und Harmonie schlägt einen reichen Akkord an.“ Seine Taktarten würden spontan entstehen, und ein besinnliches Zwischenspiel könne sich in ein geschmeidiges Toben verwandeln, wenn er mit agilen Linien Tangenten durchquere. Bleys Erfindungsgabe lasse nie nach, wie im Titelstück, wo er den Blues nahtlos in das Thema einfügt und es dann mit einem Wirbel von Tönen durcheinanderwirble. Er füge Stille ebenso in sein Schema ein wie lyrische Schnörkel. Veränderung sei sein Kompass, Überraschung sein Leitfaden.
About Time beweise (falls es noch eines weiteren Beweises bedurfte), dass Paul Bley eine eigenständige Kategorie des Jazzpianos darstelle, schrieb Thomas Conrad in JazzTimes. Niemand sonst denke wie er, und niemand sonst würde einen Albumprozess und eine Form wie diese 33-minütige Improvisation konzipieren und umsetzen. Während Bleys vorherige Soloaufnahme Solo in Mondsee zehn einzelne „Variationen“, hermetisch, aber begrenzt. enthielt, sei About Time anspruchsvoller, da es den Hörer auffordere, einem viel längeren kreativen Bogen zu folgen. Bleys Übergänge seien selten intuitiv; er würde ohne Erklärung zwischen den linken und rechten Extremen der Tastatur springen. Akkordcluster suggerierten ein Taktmaß und werden dann für einzelne, aus der Luft gegriffene lyrische Ausbrüche aufgegeben. Kurze Andeutungen historischer Anspielungen (Stride, Blues) lösten sich in Bleys charakteristischer, stockender Sprache auf. Gleichzeitig gebe es keinen klaren Fluss, stattdessen eine Vielzahl faszinierender Einzelideen, manche davon nur die Grundgerüste bekannter oder unbekannter Lieder. Noch faszinierender sei die impulsive Gegenüberstellung dieser unzähligen Ideen.